# Вінсен Ґратон
Вінсен Ґратон (фр. Vincent Graton; 13 травня 1959, Сен-Лоран) — канадський актор.

## Біографія
Вінсен Ґратон народився 13 травня 1959 року в місті Сен-Лоран в провінції Квебек, у родині артистів. Його тітка Франсуаза Ґратон та його брат Бенуа були акторами.
У 1981 році закінчив Консерваторію драматичних мистецтв у Монреалі. Став відомим завдяки телесеріалу «Парк хоробрих» (фр. Le Parc des braves).
Батько чотирьох дітей: двох від першого шлюбу з Женев'євою Рйо та двоє від ведучої Франс Бодуан, з якою він одружений зараз.

## Фільмографія
| Рік       | Назва                                                       | Роль                    |
| --------- | ----------------------------------------------------------- | ----------------------- |
| 1982      | Les Fleurs sauvages                                         |                         |
| 1984      | Le Parc des braves (телесеріал)                             | Еміль                   |
| 1987      | L'Héritage (телесеріал)                                     | Флоран Корбен           |
| 1988      | La Maison Deschênes (телесеріал)                            | Давід Дешен             |
| 1989      | Chambres en ville (телесеріал)                              | Ґабріель                |
| 1989      | Le grand remous (телесеріал)                                | Луї Буше                |
| 1990      | Desjardins (телесеріал)                                     | Рауль (у віці 32 років) |
| 1991      | Le complexe d'Édith (короткометражний)                      | епізодична роль         |
| 1991      | L'Empire des lumières (короткометражний)                    | епізодична роль         |
| 1996      | Le Retour (телесеріал)                                      | Олів'є Ґраам            |
| 1996      | Madame le consul (телесеріал)                               | Ледюк                   |
| 1998      | La Part des anges (телесеріал)                              | Жером Параді            |
| 2000      | Le Chapeau ou L'histoire d'un malentendu (короткометражний) |                         |
| 2001      | La Vie, la vie (телесеріал)                                 | Жак                     |
| 2005      | «Сім'я» (фр. Familia)                                       | Шарль                   |
| 2007      | La brunante                                                 |                         |
| 2010      | Les travers de la route (короткометражний)                  |                         |
| 2010      | La main tendue (короткометражний)                           | бездомний чоловік       |
| 2010-2011 | L'auberge du chien noir                                     | Марк Трудо              |
| 2011-2013 | 19-2                                                        | Жан-П'єр Харві          |